# Palais abbatial de Royaumont
Le Palais abbatial de Royaumont est un monument situé à Asnières-sur-Oise, dans le département du Val-d'Oise  (Île-de-France). Il a été classé monument historique par arrêté du 4 mars 1948.

## Localisation
Le palais abbatial de Royaumont se situe au nord du département du Val-d'Oise et sur la commune d'Asnières-sur-Oise, sur la RD 909 au nord du village, directement à l'ouest de l'abbaye de Royaumont dont il a été détaché.

## Historique
Ce « pavillon florentin » se présente comme un bâtiment massif orné d'une galerie à perron sur trois de ses façades. Le volume cubique fut choisi pour permettre de multiples perspectives de vues sur le parc et le paysage, jusqu'à Viarmes, Luzarches et Beaumont-sur-Oise. L'architecte choisi par l'abbé Henri III Léonor-François Le Cornu de Balivière, abbé commendataire de Royaumont et aumônier du roi Louis XVI, fut également une personnalité introduite à la cour de Versailles : Louis Le Masson, ingénieur du corps royal des ponts et chaussées, disciple de Claude Nicolas Ledoux et professeur d'architecture des enfants royaux. Le roi Louis XVI lui avait permis un séjour d'études en Italie, entre 1778 et 1781, où il apprenait à connaître les villas dessinées par Andrea Palladio. Le palais abbatial de Royaumont y fait de multiples références. Les pièces du rez-de-chaussée, d'un plan polygonal avec des voûtes d'arêtes saillantes retombant sur une colonne centrale, s'inspirent quant à eux de la salle au pilier du château d'Écouen.
Le rez-de-chaussée était réservé au service, et contenait la cuisine et le bûcher, transformé ultérieurement en bibliothèque. L'accès au palais se faisait directement par le premier étage, grâce aux escaliers extérieurs. Le premier étage s'organise autour d'un vestibule central orienté est-ouest, aboutissant sur un escalier qui commence au rez-de-chaussée et va jusqu'au deuxième étage. De deux côtés du vestibules, au nord et au sud, se trouvent deux grandes salles de réception encadrées par des plus petites. Le deuxième étage répond à un plan identique. Le troisième étage, l'attique, abritait les chambres des domestiques et n'était accessible que par l'escalier de service.

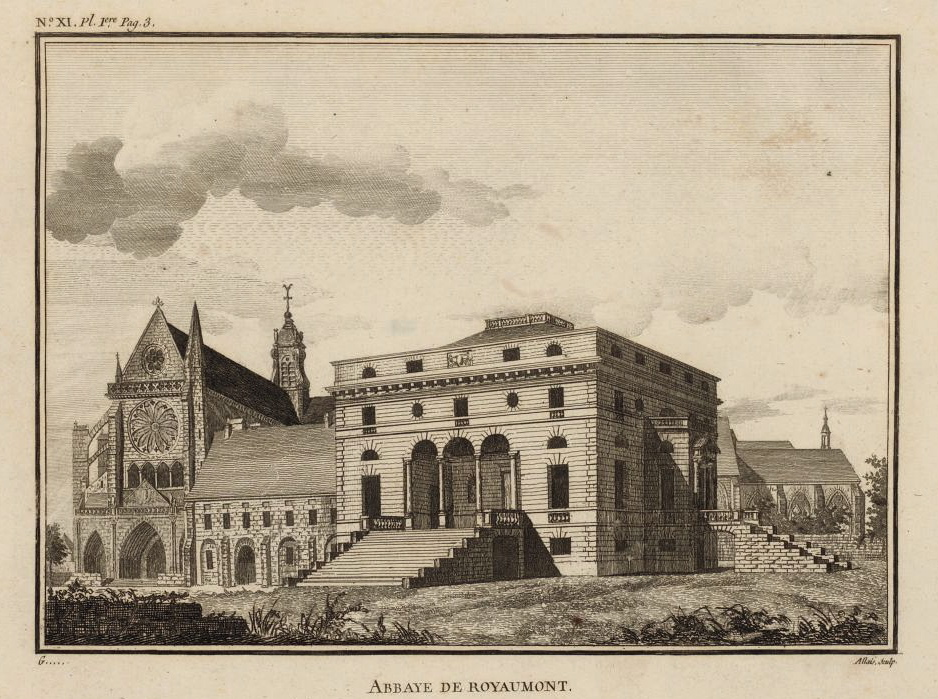
Vue de l'église et du palais abbatial de Royaumont, par Louis-Jean Allais (1790).
Hibou devant le palais abbatial de Royaumont'.
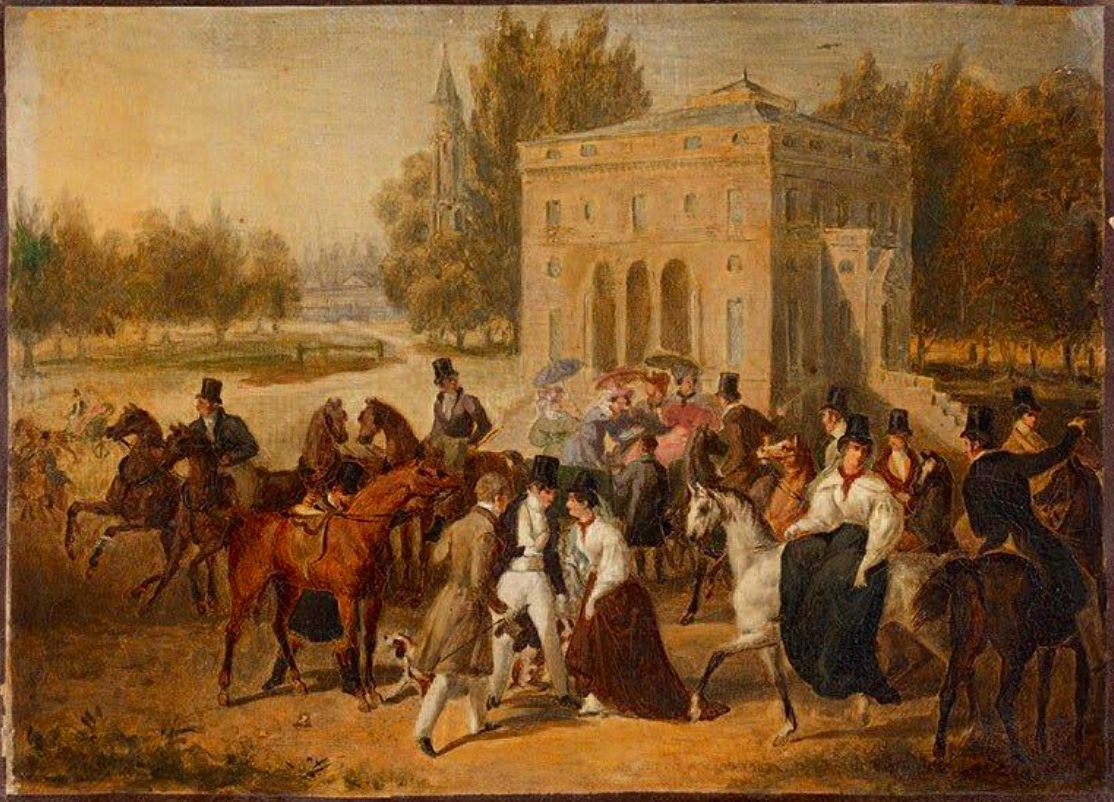
Halte de chasse devant le palais abbatial de Royaumont (vers 1830).

Le gros œuvre a été achevé en 1787, après seulement trois ans de travaux. L'intérieur, décoré avec un grand raffinement par son architecte, était cependant resté inachevé et inhabitable lorsque l'abbé de Balivière émigra en 1790. Habitant la maison des hôtes aujourd'hui disparu, le marquis Jean-Joseph-Guy-Henry Bourguet de Guilhem de Travanet (frère de Pierre-Nicolas-Joseph de Bourguet de Travanet) n'avait pas besoin du palais et ne fit pas reprendre les travaux. Ce ne fut qu'après 1815 que le nouveau propriétaire de Royaumont, Joseph Van der Mersch, rendit le « château » habitable pour la première fois. Il devenait un centre de la vie mondaine et intellectuelle sous la Restauration. Quand l'entreprise de Van der Mersch connut des difficultés financières, il vendit le palais au marquis Jacques-Henri-Gabriel de Bellissen ; les destins de l'abbaye et du palais se séparèrent pour un certain temps.
Le propriétaire suivant fut, à partir de 1858, Louis-Roch-François Pitat, courtier près la Bourse de Paris. Il procède à quelques transformations et fait orner les murs de bas-reliefs illustrant l'industrie, la marine et le commerce.
Le 21 mars 1899, Jules Goüin, grand-père de l'initiateur de la Fondation Royaumont, rachète le palais. Après l'acquisition de l'abbaye par Jules Goüin en 1905, les deux parties du domaine furent de nouveau réunies et le mur de clôture abattu.

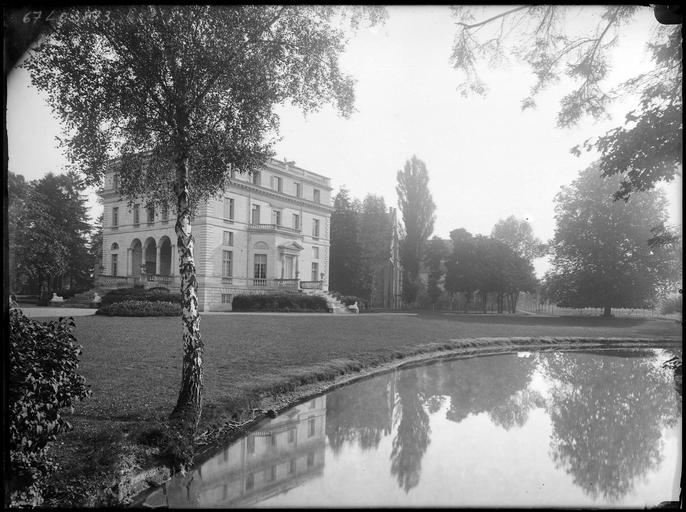
Vu au bord du plan d'eau.
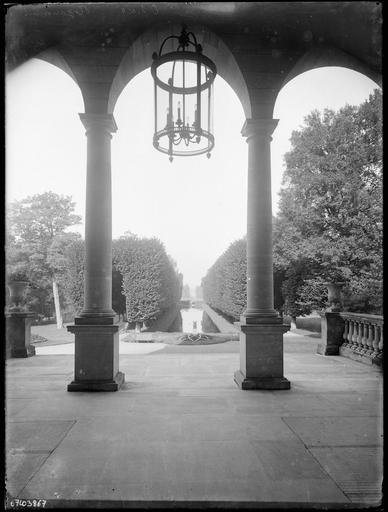
Les colonnes et vue sur le canal.
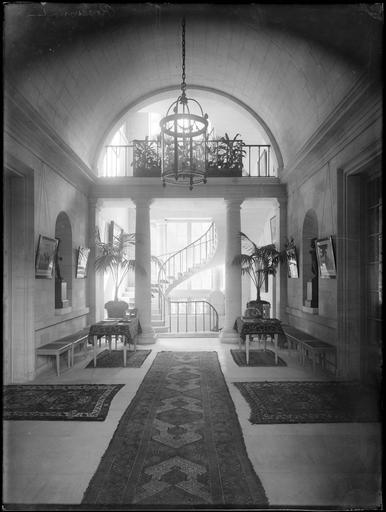
Escalier d'honneur et hall.
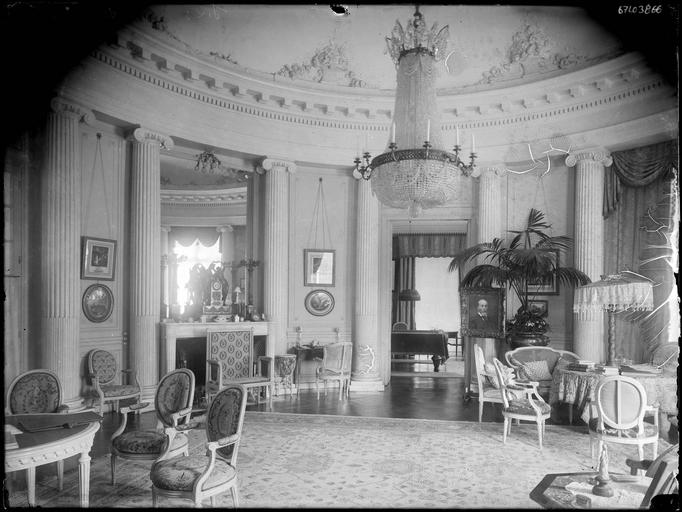
Le grand salon.
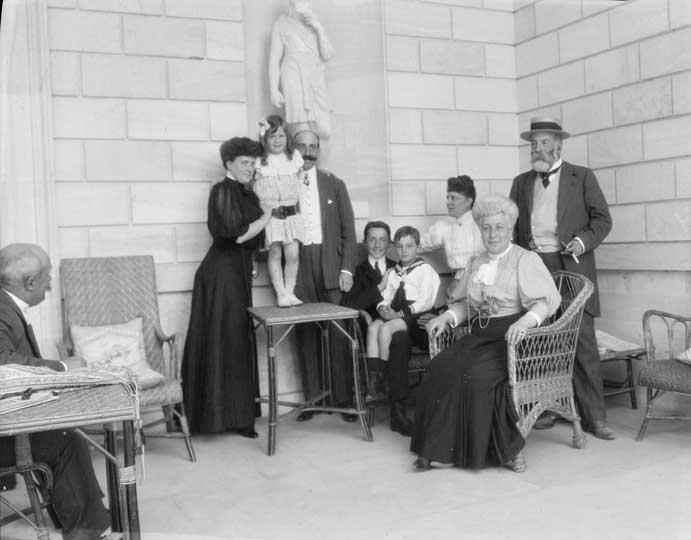
La famille Goüin sur le perron du palais abbatial.

La situation de réunion du domaine de Royaumont ne dure que dix-huit ans, jusqu'au rachat du palais par le baron Eugène Fould et la baronne autrichienne Marie-Cécile von Springer (petite-fille du Baron Max Springer) à la famille Goüin en 1923, à la suite des décès successifs de Gaston et Édouard Goüin. Leur fille Liliane Fould-Springer épousa Élie de Rothschild en 1941, qui demeurait souvent au palais jusqu'à son décès le 6 août 2007. L'héritier Nathaniel de Rothschild vivant plus aux États-Unis qu'en France, il a décidé d'en faire un lieu de séminaire haut de gamme et prévu de faire vendre aux enchères le mobilier en septembre 2011.La vente du mobilier a été réalisée du 19 au 21 septembre 2011 chez Christie's.

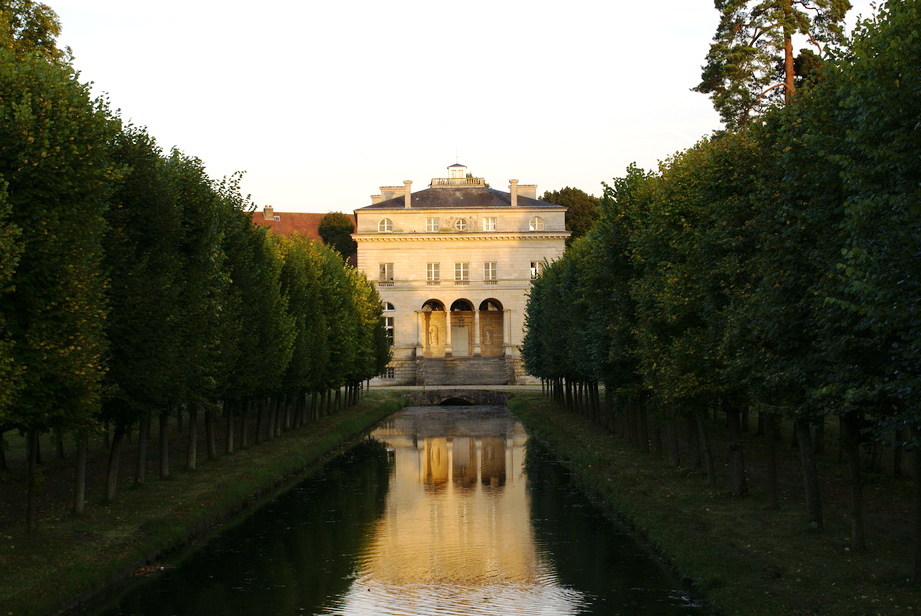
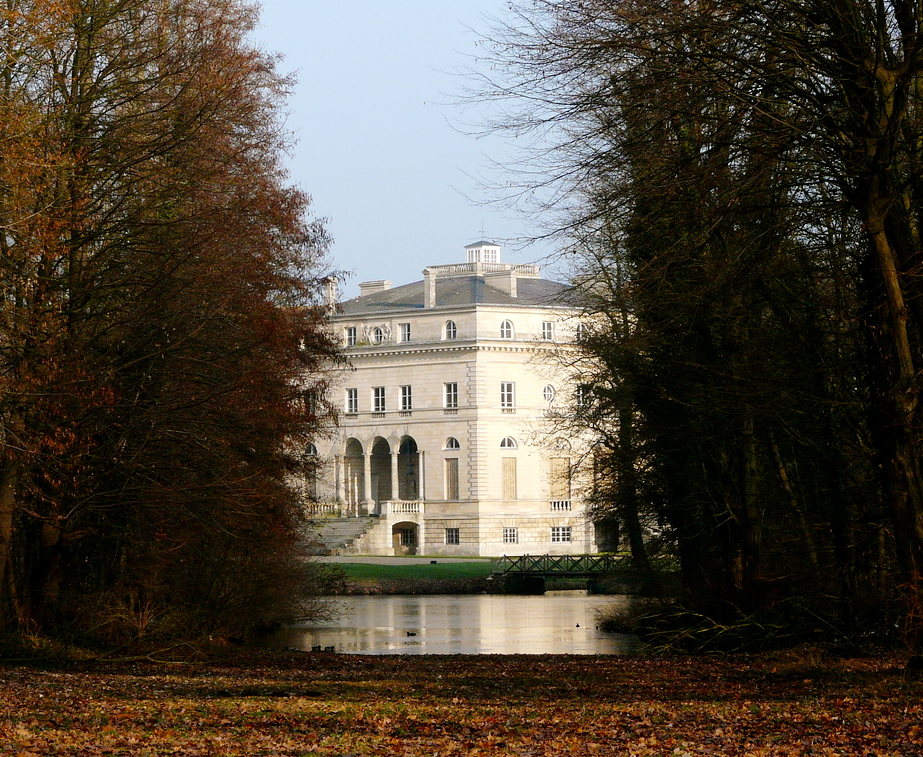
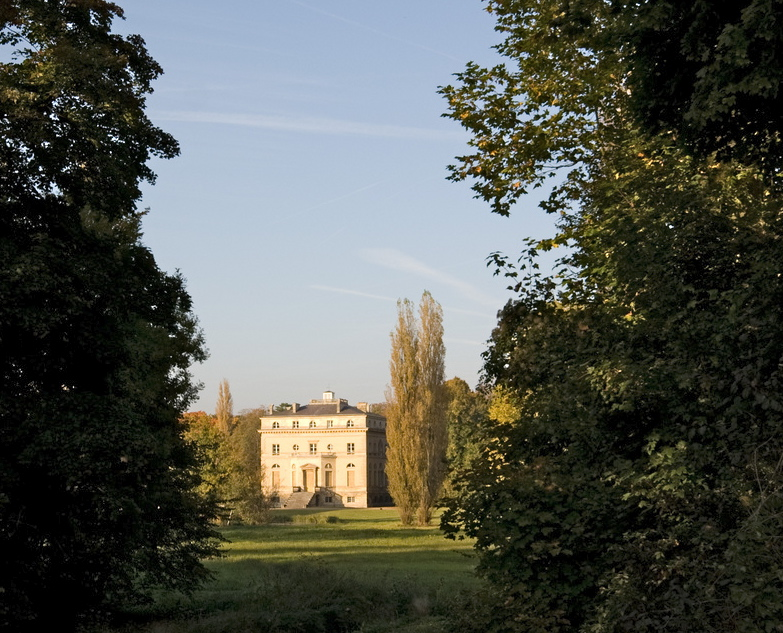
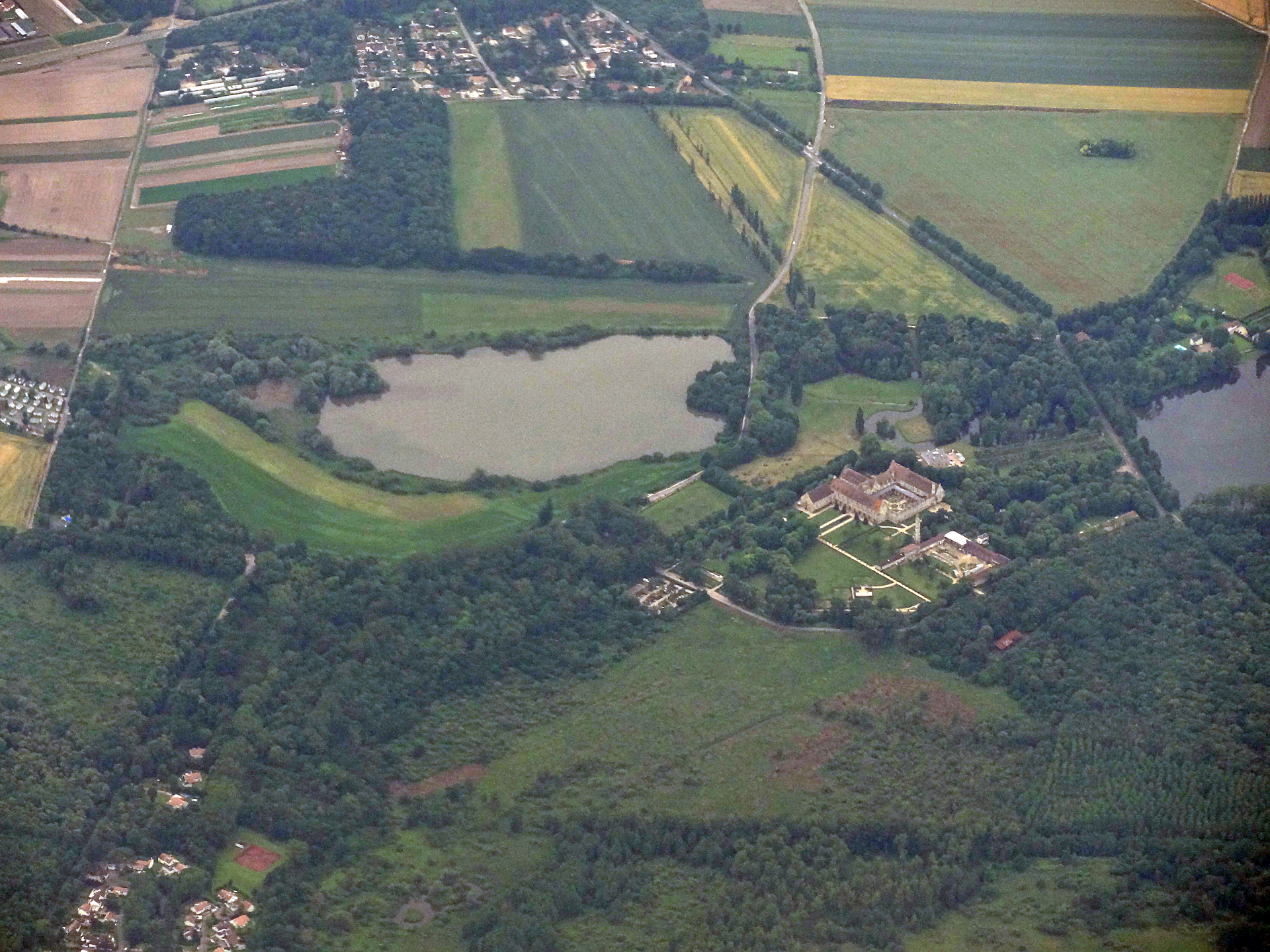

## Propriétaires successifs
- dépendance de l'Abbaye de Royaumont
- marquis Jean-Joseph-Guy-Henry Bourguet de Guilhem de Travanet (1792)
- Joseph Van der Mersch (1815)
- marquis Jacques-Henri-Gabriel de Bellissen (1832)
- Louis-Roch-François Pitat (1858)
- Jules Goüin (1899)
- Gaston Goüin (1909)
- Baron Eugène Fould-Springer (1923)
- Baron Élie de Rothschild
- Baron Nathaniel de Rothschild